# Saint-Jean-en-Val
 Saint-Jean-en-Val  là một xã ở tỉnh Puy-de-Dôme trong vùng Auvergne-Rhône-Alpes, Pháp. Xã này có diện tích 12,09 km², dân số năm 2006 là 329 người. Khu vực này có độ cao trung bình 430 mét trên mực nước biển.